# Йонас Мацкявічус
Йонас Мацкявічус (також — Мацкевічус, 18 червня 1872 — містечко Рагува, тепер Паневежиського повіту, Литва — 25 липня 1954, Ровередо, Швейцарія) — литовський художник.

## Життєпис
Йонас Мацкявічус народився 18 червня 1872 в містечку Рагува Паневежиського повіту. 1884 року його сім'я переїхала до м. Твері, де Йонас закінчив гімназію. 1894 року закінчив Московську школу заохочення мистецтв, 1896 — художню студію княгині Тенішевої, 1899 — приватну художню школу Іллі Рєпіна, а 1901 — Петербурзьку художню академію. Живопис в академії вивчав під керівництвом В. Маковського та П. Ковалевського. У студентські роки під впливом А. Куїнджі захопився пейзажним живописом, 1909 року Мацкявічус став членом товариства художників, котре заснував Куїнджі. Брав участь у виставках в Петербурзі, Москві, Києві.
Свої професійні знання так навички художник поглиблював в Німеччині, Франції, Італії, Іспанії. В Західній Європі цікавився музейними зібраннями, спадщиною класичного живопису. Цікавився Мацкявічус імпресіонізмом — новим для того часу художнім стилем. Художник багато подорожував — побував у Туреччині, Сирії, Єгипті, Палестині. Від 1914 року Мацкявічус обживається в Італії, на острові Капрі, де створює свої знамениті пейзажі. У цей період він був учасником виставок у Римі, Неаполі.
1924 року Й. Мацкявічус повертається до Литви. Він викладає малювання в Каунаській художній школі (до 1940 року), бере участь у групових виставках місцевих художників, де експонує свої італійські пейзажі. Був одним з засновників Асоціації художників Литви.
1938 року був нагороджений орденом Гедимінаса. З наближенням в 1944 році радянських військ до кордонів Литви Й. Мацкявічус емігрує в Швейцарію.
Художник помер 25 липня 1954 року в м. Ровередо, Швейцарія.

## Творчість

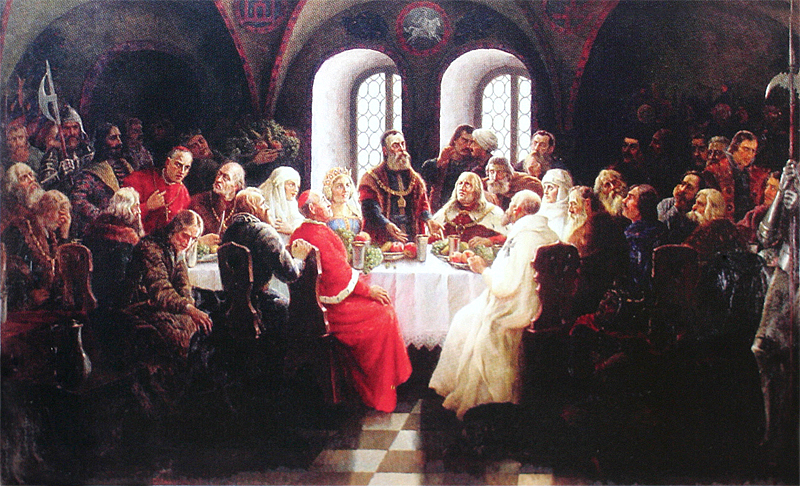
«Вітовт Великий на конгресі в Луцьку» — найвідоміша картина Й. Мацкявічуса.

Й. Мацкявічус належав до групи художників-реалістів, відомих як передвижники. З нагоди трьохсотріччя дому Романових (1913) він написав портрет імператора Миколи II, котрий самим імператором був визнаний найкращим його парадним портретом — імператор особисто дозволив друкувати цей портрет у ювілейних виданнях.
Також Мацкявічус відомий низкою картин з історії Великого князівства литовського, присвячених добі великого князя Вітовта, пейзажами. Однією з найвідоміших картин художника є полотно «Вітовт Великий на конгресі в Луцьку» (1934).